# Инжењерство заштите животне средине
Када говоримо о променама у природи које су настале деловањем човека, мислимо на савременог човека, разумног и способног да захваљујући цивилизацијским тековинама, оруђима и оружјима, освоји и најнеприступачније делове планете Земље, да потпуно овлада природом и да је максимално искоришћава ради стварања што већег профита и брзог економског развоја.
Биосферу или животну средину на планети Земљи савремени човек угрожава у мери која прети да угрози и његов сопствени останак. Загађивање ваздуха, воде и земљишта, па самим тим и хране, поприма драматичне последице, не само на локалном већ и на глобалном нивоу.

## Промене физичких и хемијских карактеристика животне средине
До промена физичких и хемијских карактеристика животне средине долази због прекомерног загађивања ваздуха, воде и земљишта. Загађивање животне средине по природи може бити хемијско, физичко, биолошко и радиоактивно.

## Загађивање и извори загађења ваздуха
Загађивање ваздуха настаје када се различити природни гасови (угљен-диоксид, угљен-моноксид, сумпор-диоксид, азотни оксиди, метан), као и ситне честице чађи и прашине ослободе у атмосферу. При томе долази до промене природног односа и концентрације основних компонената ваздуха. Ови гасови и честице могу доћи у атмосферу природним путем, услед вулканских ерупција и природних пожара, али чешће доспевају под утицајем човекових активности, сагоревањем угља, нафте, природног гаса и дрвета. У атмосферу се испуштају и огромне количине вештачких синтетисаних загађујућих материја (флуориди, кетони, тешки метали) као последица све већег развоја индустрије и саобраћаја.

## Загађивање и извори загађења вода
Вода је основ постојања и функционисања живота на Земљи, станиште многих биљних и животињских врста, универзални растварач који доминира у грађи сваког живог бића. Истовремено, вода је веома ограничен природни ресурс. У светском мору налази се 97% воде, а свега 3% је такозвана слатка вода - 2% „заробљено“ је у леду Антарктика и Арктика, а све копнене воде планете Земље, површинске и подземне, чине само 0,5 – 1% укупне светске воде, на коју је оријентисано читаво човечанство (6 милијарди људи).
Копнене воде и светско мора загађују се:
1. физички – чврстим отпадом, нафтом, повишеном температуром,
2. хемијски – органским и неорганским материјама, пестицидима, тешким металима,
3. биолошки – пренамножавањем патогених микроорганизама, вируса, страних врста (алохтоне, које не потичу са тих простора) и
4. радиоактивно – нуклеарне пробе, хаварије подморница, нуклеарни отпад и слично.

Решавање проблема ефикасне заштите и рационалније коришћење копнених вода један је од приоритета савременог човека од чега зависи и његов опстанак на планети Земљи.

## Загађивање и извори загађења земљишта
Под загађивањем земљишта подразумевају се промене физичких, хемијских и биолошких својстава земљишта, које доводи до смањења његове плодности и способности за нормално одвијање процеса разлагања, а тиме и кружења материја у природи. Свака промена у погледу карактеристика земљишта може имати знатне последице на укупан састав живог света и процесе који се одвијају у екосистему.
Један од највећих извора загађивања земљишта је савремена пољопривреда. Агроекосистеми данас обухватају огромна пространства. Само у нашој земљи чине више од 60% укупне територије. Пољопривредна земљишта загађују се непосредно хемијски – пестицидима, ради сузбијања корова и других штеточина, али и прекомерном употребом вештачких ђубрива. Облици непосредног загађивања су и бројне депоније комуналног и индустријског отпада, рудници са површинским копом, каменоломи, вештачка акумулациона језера која потапају плодно земљиште, прекомерна и неадекватна урбанизација, сеча шума која доводи до ерозије плодног земљишта и слично.
Индиректни извор загађивања земљишта представљају киселе кише. Такође, многобројне загађујуће материје спирањем са земљишта загађују површинске и подземне воде и долазе до светског мора.